# Рилцхајм
Рилцхајм (њем. Rülzheim) општина је у њемачкој савезној држави Рајна-Палатинат. Једно је од 31 општинског средишта округа Гермерсхајм. Према процјени из 2010. у општини је живјело 7.856 становника. Посједује регионалну шифру (AGS) 7334025.

## Географски и демографски подаци
Рилцхајм се налази у савезној држави Рајна-Палатинат у округу Гермерсхајм. Општина се налази на надморској висини од 110 метара. Површина општине износи 16,7 km². У самом мјесту је, према процјени из 2010. године, живјело 7.856 становника. Просјечна густина становништва износи 472 становника/km².